# Diego Nadaya
Diego Fernando Nadaya (* 15. September 1989 in Córdoba) ist ein argentinischer ehemaliger Fußballspieler.

## Karriere
Nadaya spielte in seiner Jugend bei Club Almirante Brown und begann seine Profikarriere bei Instituto Atlético Central Córdoba. Anschließend spielte er bei verschiedenen Vereinen in Argentinien, bei denen er jedoch nie lange blieb. 2012 wechselte er nach Griechenland zu Olympiakos Volos, kehrte kurze Zeit später zu seinem Jugendverein Club Almirante Brown zurück, bevor er 2014 erneut wechselte, diesmal nach Indien zu Mumbai City FC. Nach nur einem halben Jahr war er wieder in der Heimat, diesmal bei Independiente Rivadavia, bevor er für ein weiteres kurzes Gastspiel in Vanuatu spielte.